# Hannes Wilksch
Hannes Wilksch (* 30. Oktober 2001 in Strausberg) ist ein deutscher Radrennfahrer.

## Werdegang
Als Juniorenfahrer war Wilksch vor allem im Bahnradsport erfolgreich und wurde bei den Weltmeisterschaften  2019 mit dem deutschen Vierer Weltmeister in der Mannschaftsverfolgung und gewann mit Tim Torn Teutenberg die Silbermedaille im Madison.
Im Erwachsenenbereich schloss sich Wilksch 2020 dem Development Team Sunweb an. Im U23-Einzelzeitfahren der deutschen Meisterschaften 2022 gewann er die Bronzemedaille. Im selben Jahr wurde er Dritter der Drei-Länder-Meisterschaft und gewann damit zugleich die Silbermedaille der deutschen U23-Meisterschaften im Straßenrennen. Wilksch startete für das deutsche Nationalteam bei der Tour de l’Ain und übernahm durch einen Ausreißversuch auf der zweiten Etappe die Führung in der Bergwertung, die er auf dem letzten Abschnitt erfolgreich verteidigte. Zum Jahr 2023 wechselte er zur Nachwuchsmannschaft des Tudor Pro Cycling Teams. Im Mai des Jahres belegte er in der Gesamtwertung des Orlen Nations Grand Prix Rang drei, wenige Wochen später wurde er Dritter der Gesamtwertung des Giro Next Gen.

## Erfolge

### Straße
2019
- Gesamtwertung und Mannschaftszeitfahren Saarland Trofeo
- Weltmeister – Mannschaftsverfolgung (Junioren)
- Weltmeisterschaft – Zweier-Mannschaftsfahren (Junioren)

2022
- Bergwertung Tour de l’Ain
- Mannschaftszeitfahren Tour de l’Avenir

### Bahn
2019
- Junioren-Weltmeister – Mannschaftsverfolgung (mit Tobias Buck-Gramcko, Nicolas Heinrich, Pierre-Pascal Keup und Moritz Kretschy)
- Junioren-Europameisterschaft – Punktefahren, Mannschaftsverfolgung (mit Tobias Buck-Gramcko, Nicolas Heinrich, Pierre-Pascal Keup und Moritz Kretschy)